# 쿡스타운구

쿡스타운 구의 위치

쿡스타운구(영어: Cookstown District, 아일랜드어: Ceantar na Coirre Críochaí)는 2015년까지 존재했던 북아일랜드의 옛 구였다. 행정 중심지는 쿡스타운이며 면적은 622km2, 인구는 36,700명(2010년 기준), 인구 밀도는 59명/km2이다.

## 구 정보
- 행정 중심지: 쿡스타운
- 면적: 622km2
- 인구: 36,700명 (2010년 기준)
- 인구 밀도: 59명/km2
- ISO 3166-2 코드: GB-CKT
- ONS 코드: 95I
- 종교 분포: 천주교 57.6%, 개신교 41.1%

## 같이 보기
- 북아일랜드의 행정 구역